# Matt Cardle
Matt Cardle, właśc. Matthew Sheridan Cardle (ur. 15 kwietnia 1983 w Southampton w Anglii) – brytyjski piosenkarz i gitarzysta, zwycięzca siódmej edycji programu The X Factor.

## Życiorys
Cardle urodził się 15 kwietnia 1983 w Southampton w hrabstwie Hampshire w Anglii. Jego rodzice to David i Jennifer Cardle (z domu Horner). Ma starszego brata i czterech przyrodnich braci. W 2007 został członkiem zespołu Darwyn grającego rock alternatywny i pop. W 2009 został frontmanem i gitarzystą rockowego zespołu Seven Summers.
W 2010 zgłosił się na casting do siódmej edycji programu telewizyjnego The X Factor. Wtedy zachwycił jurorów piosenką Amy Winehouse You Know I'm No Good i dostał się do kolejnych etapów. Na etapie domy jurorów poleciał z pozostałymi uczestnikami do domu Dannii Minogue w Australii. Minogue, zadowolona z jego występu, wybrała go na jednego z czterech uczestników swojej kategorii w programach na żywo. Podczas pierwszego z nich zaśpiewał When Love Takes Over i uzyskał drugi najlepszy wynik w głosowaniu widzów. Przez kolejne tygodnie, aż do finału, utrzymywał pierwsze miejsce w głosowaniu. 11 grudnia wystąpił w duecie z Rihanną w piosence Unfaithful, a następnego dnia wygrał program uzyskując wynik 44,61% głosów i tym samym pokonując swoich dwóch konkurentów. Po zwycięstwie podpisał kontrakt płytowy opiewający na milion funtów z wytwórnią Syco Music, a zaraz po tym został wydany jego debiutancki singiel When We Collide. W pierwszym tygodniu sprzedano 439 tys. egzemplarzy, po czym utwór zajął pierwsze miejsce na liście UK Singles Chart. 2 stycznia 2011 poinformowano, że utwór wciąż utrzymuje swoją pozycję na listach, a liczba sprzedanych kopii to prawie 850 tys. sztuk
14 października 2011 wydał solowy album pt. Letters. W pierwszym tygodniu po wydaniu album trafił na same czołówki list w Anglii i Irlandii, plasując się na drugim miejscu w obu krajach.

## Dyskografia

### Albumy studyjne
Solowe
| Rok  | Album                                  |
| ---- | -------------------------------------- |
| 2011 | Letters - Wydany: 14 października 2011 |

| Rok  | Album                                   |
| ---- | --------------------------------------- |
| 2012 | The Fire - Wydany: 29 października 2012 |

| Rok  | Album                                    |
| ---- | ---------------------------------------- |
| 2013 | Porcelain - Wydany: 28 października 2013 |

Jako członek Seven Summers
| Rok  | Album                                    |
| ---- | ---------------------------------------- |
| 2010 | Seven Summers - Wydany: 22 stycznia 2010 |

### Single
| Rok  | Singiel                                                      | Notowanie | Notowanie | Notowanie | Album   |
| Rok  | Singiel                                                      | UK        | IRL       | EU        | Album   |
| ---- | ------------------------------------------------------------ | --------- | --------- | --------- | ------- |
| 2010 | „When We Collide”                                            | 1         | 1         | –         | –       |
| 2010 | „Heroes” (singiel charytatywny finalistów The X Factor 2010) | 1         | 1         | 5         | –       |
| 2011 | „Run For Your Life”                                          | 6         | 12        | –         | Letters |
| 2011 | „Starlight”                                                  | –         | –         | –         | Letters |